# Николаева, Анфиса Фёдоровна
Анфиса Фёдоровна Николаева (1878 — 25 сентября 1919) — секретарь Железнодорожного райкома РКП(б) г. Москвы. Похоронена на Красной площади в Москве.

## Биография
Анфиса родилась в семье служащего Управления Московско-Курско-Нижегородско-Муромской железной дороги. Работала счетоводом.
С 1905 года стала участвовать в деятельности большевистской партии. На её квартире проходили конспиративные собрания большевиков.
Анфиса — активная общественница Введенского народного дома в Лефортове. Играет в любительских спектаклях, показывавших тяжелую жизнь трудящихся и звавших бороться с социальной несправедливостью.
В 1916 году работала сестрой милосердия в московском госпитале № 1880 и там в палатах распространяла листовки.
В октябрьские дни 1917 года Анфиса Фёдоровна организовывала медицинскую помощь раненым красногвардейцам и солдатам.
В 1919 году Николаева переведена на партийную работу из Рогожского района в Железнодорожный.
Погибла при взрыве 25 сентября 1919 года в Леонтьевском переулке в здании Московского комитета РКП(б).
Похоронена у Кремлёвской стены.